# Marchantia stoloniscyphulus
Marchantia stoloniscyphulus là một loài Rêu trong họ Marchantiaceae. Loài này được (C. Gao & G.C. Zhang) Piippo mô tả khoa học đầu tiên năm 1990.